# Idefiks
Idefiks (fr. Idéfix) – fikcyjny pies ze świata Asteriksa. Jest pupilem Gala Obeliksa i często towarzyszy swojemu panu w jego przygodach.

## Historia postaci

### Debiut w komiksie
Pies po raz pierwszy pojawił się w ramach historii z 1963 r., opublikowanej później jako Wyprawa dookoła Galii. Komiks przedstawia podróż Asteriksa i Obeliksa po Galii w celu wygrania zakładu z Rzymianami. W trakcie pobytu w Lutecji bohaterowie kupują u rzeźnika miejscową szynkę. Po opuszczeniu sklepu Galom zaczyna towarzyszyć biały piesek. Jednak dopiero po powrocie do wioski Obeliks zdaje sobie sprawę, że on i Asteriks mieli towarzystwo w podróży.
W ramach następnej historii - Asteriks i Kleopatra – pies otrzymał swoje imię i bardziej aktywną rolę.

### Pochodzenie imienia
Po zakończeniu publikacji Wyprawy dookoła Galii magazyn Pilote (na łamach którego ją publikowano) ogłosił konkurs na imię psa. Zwyciężyła wówczas propozycja Idéfix, nawiązująca do francuskiego pojęcia idée fixe, oznaczającego natrętną myśl.

## Opis postaci
Idefiks jest białym kundelkiem z długimi uszami. Jedynie koniec ogonka i krańce uszu są czarne.
Według francuskiego akademika, Nicolasa Rouvière'a, Idefiks ma cechy maltańczyka, West Higland white terriera i sznaucera miniaturowego.

## Komiksy

### Asteriks
Idefiks pojawia się w 32 (z 40 dotychczas wydanych) albumach przygód Asteriksa.

### Idefiks i nieugięci
Od 2021 r. ukazuje się seria komiksów Idefiks i nieugięci (fr. Idéfix et les Inréductibles), stanowiących adaptację serialu animowanego o tym samym tytule.

## Adaptacje
Idefiks jest głównym bohaterem francuskiego serialu animowanego Idefiks i nieugięci, emitowanego od 2021 r. w ramach kanału France 4 i M6.

## Upamiętnienie
Założone m.in. przez Goscinnego i Uderzo studio filmowe, które wyprodukowało film animowany Dwanaście prac Asteriksa, nosiło nazwę Studios Idéfix. Jego logo było parodią logo MGM i przedstawiało - zamiast lwa - Idefiksa.